# Махубо, Джефф
Джефф Махубо (англ. Geoff Makhubo; 8 февраля 1968, Соуэто, Трансвааль — 9 июля 2021, Йоханнесбург) — южноафриканский политик, мэр Йоханнесбурга (2019—2021). В июле 2021 года скончался от COVID-19. Был членом Африканского национального конгресса и региональным председателем партии. Во время правления Паркса Тау занимал должность члена мэрского комитета по финансам.

## Ранний период жизни
Родился в 1968 году в Соуэто в ныне упразднённой провинции Трансвааль. В 1990 году получил степень бакалавра в области коммуникаций в Витватерсрандском университете. Прошел множество курсов повышения квалификации по менеджменту. В 1997 году прошел программу повышения квалификации в области управления в бизнес-школе Витватерсрандского университета. Также получил сертификат «Лидерство в местном самоуправлении» в Кейптаунском университете. В 2021 году был зачислен в магистратуру Витватерсрандского университета.

## Политическая деятельность
Ранее был председателем Молодёжной лиги Африканского национального конгресса. Работал в Йоханнесбурге членом мэрского комитета по финансам при правлении Паркса Тау. Также занимал должности лидера исполнительного бизнеса в совете и председателя кластера управления, когда Паркс Тау был мэром. Являлся сопредседателем Глобального фонда развития городов Метрополис.
Занимал руководящие должности в Большом Йоханнесбургском регионе Африканского национального конгресса. В июле 2018 года был региональным казначеем, прежде чем стал региональным лидером АНК. В мае 2019 года был назначен руководителем закрытого собрания АНК в городском совете после отставки Паркса Тау.

## Мэр города
28 ноября 2019 года Африканский национальный конгресс объявил, что выдвинул Джеффа Махубо на должность мэра после отставки Хермана Машаба из Демократического альянса. Он был официально избран на этот пост 4 декабря 2019 года после того, как получил 137 из 268 голосов. Его оппонент Фунзела Нгобени получил 101 голос, а Муса Новела — 30 голосов.
Вступил в должность в условиях политических разногласий, поскольку был обвинен в коррупции как «Борцами за экономическую свободу», так и «Демократическим альянсом» после выплаты 30 миллионов рэндов его выборной кампании от Regiments Capital, фирмы, являющейся фигурантом расследований по коррупции в государстве, в то время как он был членом мэрского комитета по финансам.
27 ноября 2020 года дал показания в Судебной комиссии по расследованию утверждений о коррупции в государстве.
В мае 2021 года был обвинен в коррупции, связанной с отношениями с компанией EOH Holdings, как указано в выводах Комиссии Зондо.

## Смерть
Скончался 9 июля 2021 года от осложнений, вызванных COVID-19. За неделю до этого он был госпитализирован.